# Dendraster excentricus
Espèce
Dendraster excentricus est une espèce d'oursins plats (clypéastéroïdes). Les clypéastéroïdes sont appelés en anglais sand dollar (dollars des sables) du fait de leur ressemblance avec une pièce (plats et ronds).

## Description
Ce sont des oursins plats d'allure caractéristique, de forme discoïdale et couverts de petites radioles formant un tapis velouté de couleur généralement violacée.
Ils doivent leur nom au fait que la « fleur » ambulacraire qui orne leur face aborale ne rayonne pas à partir du centre de l'animal.
Ils peuvent mesurer jusqu'à 8-12 cm de diamètre.

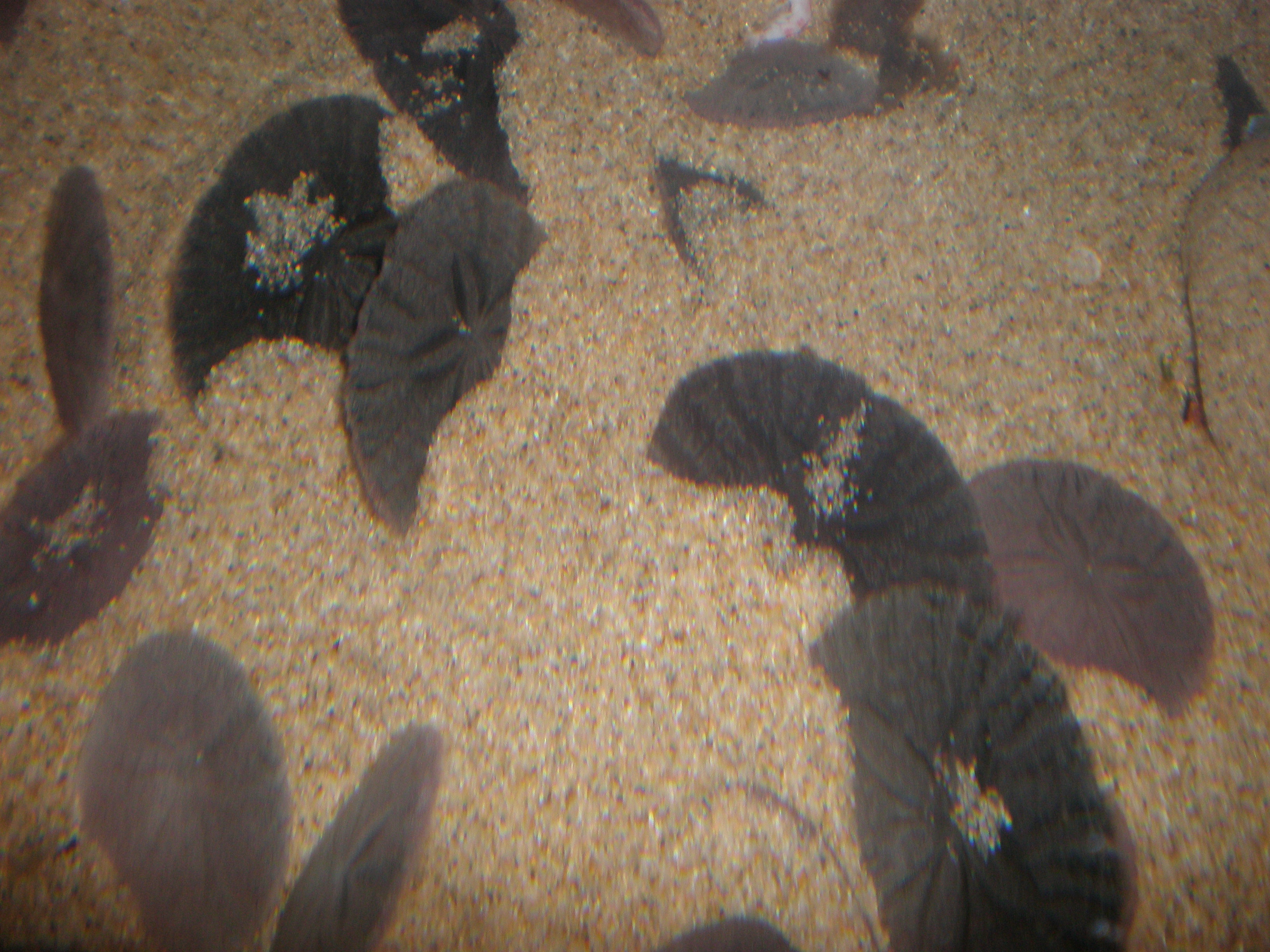
Spécimens vivants en aquarium
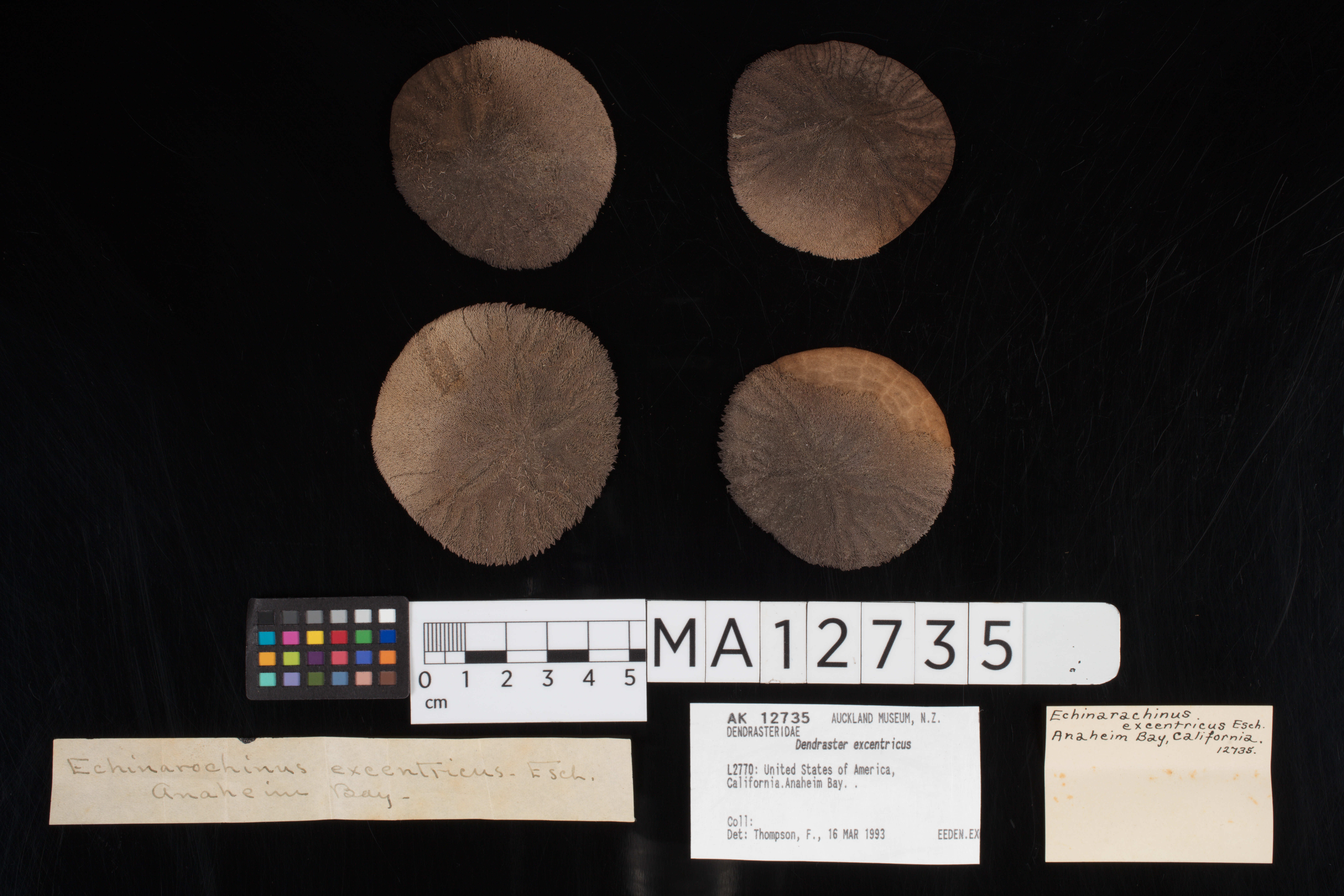
Spécimens de muséum (séchés)
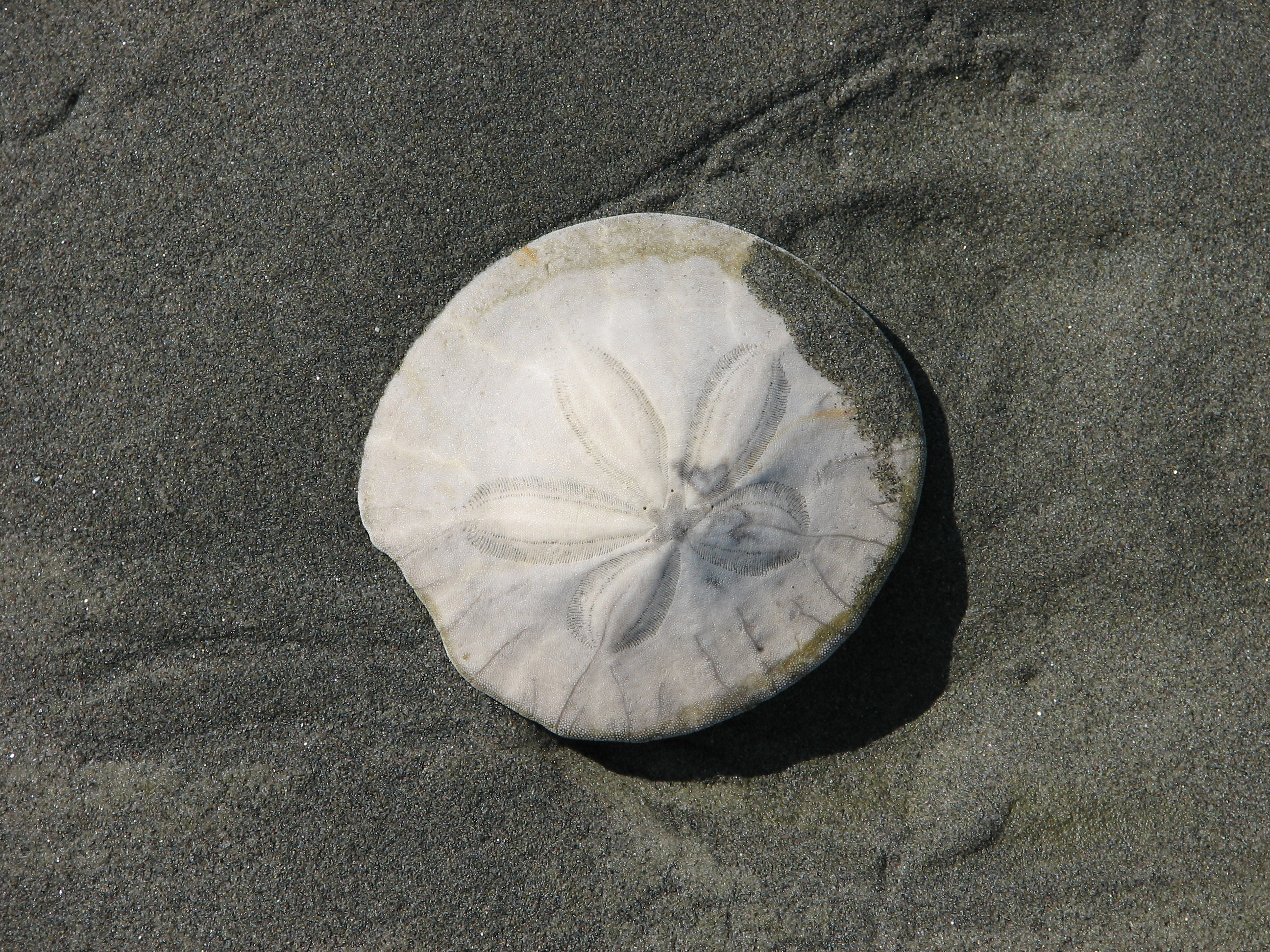
Test trouvé in situ
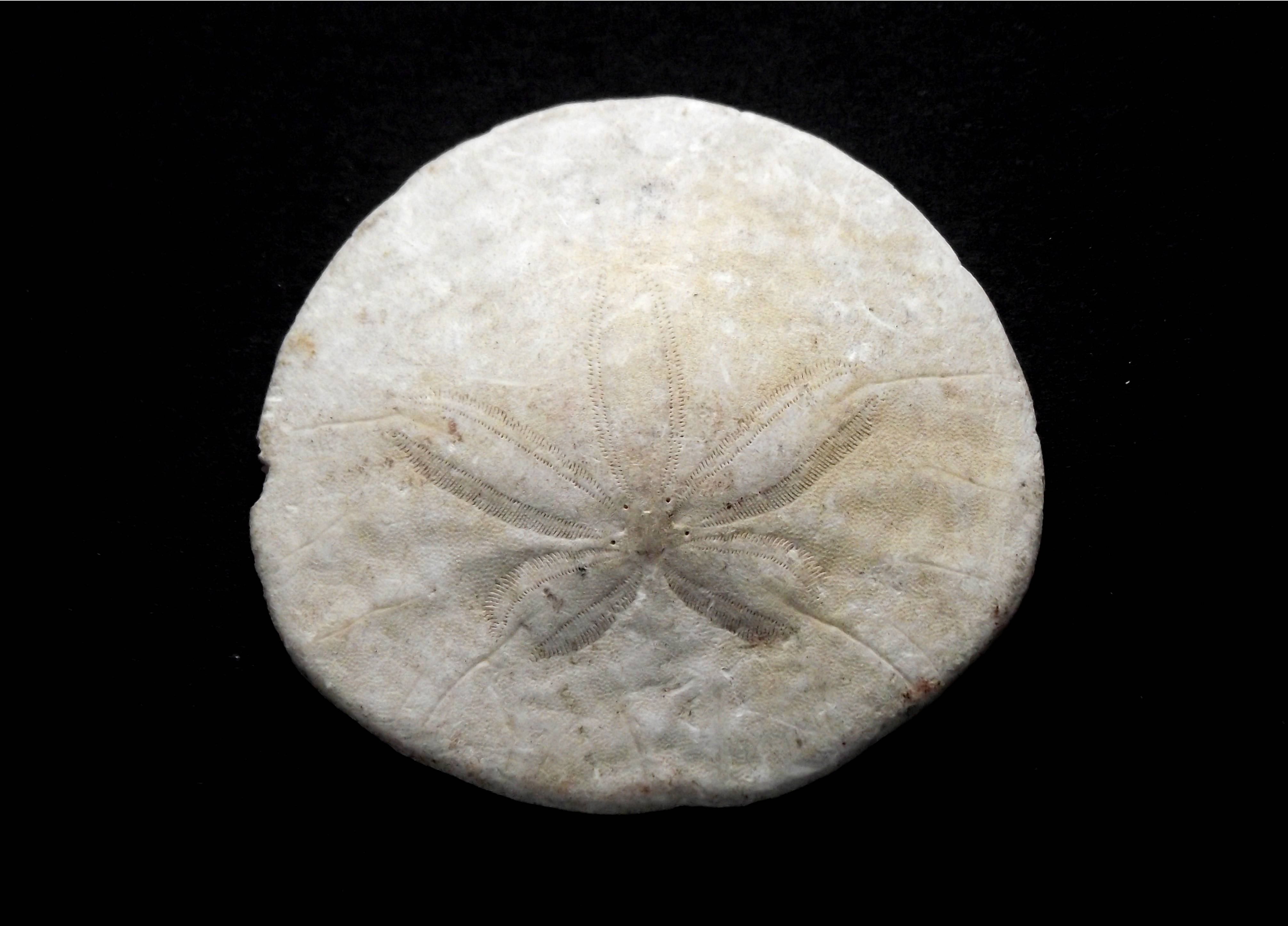
Test nettoyé et préservé

Trouvés à l'état de squelettes, ces oursins sont extrêmement proches de l'espèce fossile Dendraster venturaensis, avec lesquels ils sont parfois confondus (même si cette espèce ne se trouve qu'à l'état de fossile dans la roche, et jamais libres sur une plage).

## Habitat et répartition
Cet oursin affectionne les fonds sablo-vaseux calmes des côtes pacifiques de l'Amérique du Nord, de la basse-Californie à l'Alaska.

## Écologie et comportement
Cet oursin vit enfoui dans le sédiment pendant la journée, à l'abri des prédateurs. Il en émerge la nuit pour prendre une position érigée caractéristique, qui lui permet de filtrer l'eau avec ses radioles et ses podia pour se nourrir des particules en suspension.
Des cas de reproduction asexuée ont été observés chez des larves de Dendraster excentricus, et pourraient être possibles chez d'autres espèces : dans des eaux riches en nutriments mais aussi en prédateurs, les larves peuvent se cloner par division, doublant ainsi leurs chances de survie.
Ces oursins semblent ingérer volontairement des minéraux métalliques (comme des grains de magnétite) pour augmenter leur poids et ainsi réduire le risque d'être emportés par le courant.